# Biélorussie aux Jeux olympiques d'été de 2008
La Biélorussie participe aux Jeux olympiques d'été de 2008 à Pékin. Il s'agit de sa 4e participation à des Jeux d'été.

## Liste des médaillés biélorusses

### Médailles d'or
| Sport              | Discipline                    | Sportifs                                                              | Performance          |
| Médailles d'or : 3 |                               |                                                                       |                      |
| Kayak              | Kayak à quatre K4 1 000 m (H) | Raman Piatrushenka Aliaksei Abalmasau Artur Litvinchuk Vadzim Makhneu | 2 min 55 s 714       |
| Kayak              | Canoë biplace C2 1 000 m (H)  | Andrei Bahdanovich Aliaksandr Bahdanovich                             | 3 min 36 s 365       |
| Haltérophilie      | 105 kg (H)                    | Andrei Aramnau                                                        | 436 kg (RM, RO, RMJ) |

### Médailles d'argent
| Sport                  | Discipline                  | Sportifs            | Performance  |
| Médailles d'argent : 4 |                             |                     |              |
| Athlétisme             | Lancer du poids (F)         | Natallia Mikhnevich | 20,28 m      |
| Athlétisme             | Décathlon (H)               | Andrei Krauchanka   | 8 551 points |
| Gymnastique rythmique  | Concours général individuel | Inna Zhukova        | 71,925 pts   |
| Haltérophilie          | Moins de 85 kg (H)          | Andrei Rybakou      | 394 kg       |

### Médailles de bronze
| Sport                   | Discipline                       | Sportifs                                                                                                  | Performance |
| Médailles de bronze : 7 |                                  | |             |
| Athlétisme              | Lancer du marteau (H)            | Ivan Tsikhan                                                                                              | 81,51 m     |
| Aviron                  | 1 de couple (F)                  | Ekaterina Karsten                                                                                         |             |
| Aviron                  | 2 de pointe (F)                  | Yuliya Bichyk Natallia Helakh                                                                             |             |
| Haltérophilie           | Moins de 53 kg (F)               | Nastassia Novikava                                                                                        | 213 kg      |
| Lutte                   | Gréco-romaine Moins de 66 kg (H) | Mikhail Siamionau                                                                                         |             |
| Canoë-kayak             | Kayak K2 500 m (H)               | Vadzim MakhneuRaman Piatrushenka                                                                          |             |
| Gymnastique rythmique   | Par équipes (F)                  | Olesya Babushkina Anastasia Ivankova Zinaida Lunina Glafira Martinovich Ksenia Sankovich Alina Tumilovich | 34,900 pts  |

## Engagés par sport

### Athlétisme
| Hommes - 110 m haies : - Maksim Lynsha - Lancer de poids : - Andrei Mikhnevich, médaillé de bronze, disqualifié en 2013 - Yury Bialou - Pavel Lyzhyn - Lancer de disque : - Dzmitry Sivakou - Lancer de javelot : - Uladzimir Kazlou - Lancer de marteau : - Vadim Devyatovskiy, médaillé d'argent - Ivan Tsikhan, médaillé de bronze - Valeriy Sviatokha - Triple saut : - Dzmitry Platnitski - 20 km marche : - Ivan Trotski - Dzianis Simanovich - Siarhei Charnou - 50 km marche : - Andrei Stsepanchuk - Marathon : - Andrei Gordeev - Décathlon : - Andrei Krauchanka - Aliaksandr Parkhomenka - Mikalai Shubianok | Femmes - 100 m : - Yuliya Nyestsyarenka - 800 m : - Sviatlana Usovich - 100 m haies : - Katsiaryna Paplauskaya - 5 000 m : - Volha Krautsova - Lancer de poids : - Natallia Mikhnevich, médaillée d'argent - Nadzeya Ostapchuk, médaillée de bronze - Yanina Pravalinskay-Karolchyk - Lancer de disque : - Iryna Yatchanka - Ellina Zvereva - Hanna Mazgunova - Lancer de javelot : - Natallia Shymchuk - Maryna Novik - Lancer de marteau : - Aksana Miankova, médaillée d'or - Darya Pchelnik - Maryia Smaliachkova - Saut en longueur : - Volha Senrgeenka - Iryna Charnushenka-Stasiuk - Triple saut : - Kseniya Pryiemka - 20 km marche : - Ryta Turava - Sniazhana Yurchanka - Elena Ginko - Relais 4 × 100 m : - Yauheniya Valadzko, Yuliya Nestsiarenka, Aksana Drahun, Volha Astashka, Nastassia Shuliak et Anna Bagdanovich - Relais 4 × 400 m : - Yulyana Yushchanka, Katsiaryna Bobryk, Anna Kozak, Iryna Khliustava, Ilona Usovich et Sviatlana Usovich - Heptathlon : - Yana Maksimava |

#### Hommes
| Épreuve           | Athlète                | Séries   | Séries | Quarts de finale | Quarts de finale | Demi-finales | Demi-finales | Finale       | Finale             |
| Épreuve           | Athlète                | Résultat | Rang   | Résultat         | Rang             | Résultat     | Rang         | Résultat     | Rang               |
| ----------------- | ---------------------- | -------- | ------ | ---------------- | ---------------- | ------------ | ------------ | ------------ | ------------------ |
| 110 mètres haies  | Maksim Lynsha          | 13.86    | 5e     | -                | -                | -            | -            | -            | -                  |
| 20 km marche      | Siarhei Charnou        | NC       | NC     | NC               | NC               | NC           | NC           | 1h 29 min 38 | 44e                |
| 20 km marche      | Dzianis Simanovich     | NC       | NC     | NC               | NC               | NC           | NC           | 1h 23 min 53 | 28e                |
| 20 km marche      | Ivan Trotski           | NC       | NC     | NC               | NC               | NC           | NC           | 1h 22 min 55 | 22e                |
| 50 km marche      | Andrei Stsepanchuk     | NC       | NC     | NC               | NC               | NC           | NC           | 4h 14 min 09 | 43e                |
| Triple saut       | Dzmitry Platnitski     | 16,51m   | 14e    | -                | -                | -            | -            | -            | -                  |
| Lancer du poids   | Pavel Lyzhyn           | 20,36m   | 3e Q   | NC               | NC               | NC           | NC           | DSQ          | /                  |
| Lancer du poids   | Andrei Mikhnevich      | 20,48m   | 2e Q   | NC               | NC               | NC           | NC           | DSQ          | /                  |
| Lancer du poids   | Yury Bialou            | 20,12m   | 6e Q   | NC               | NC               | NC           | NC           | 20,06m       | 9e                 |
| Lancer du disque  | Dzmitry Sivakou        | 61,75m   | 9e     | -                | -                | -            | -            | -            | -                  |
| Lancer du marteau | Valeriy Sviatokha      | 74,41m   | 7e     | -                | -                | -            | -            | -            | -                  |
| Lancer du marteau | Ivan Tsikhan           | 79,26m   | 3e Q   | NC               | NC               | NC           | NC           | 81,51m       | Médaille de bronze |
| Lancer du marteau | Vadim Devyatovskiy     | 76,95m   | 5e Q   | NC               | NC               | NC           | NC           | 81,61m       | Médaille d'argent  |
| Lancer du javelot | Uladzimir Kazlou       | 80,06m   | 3e Q   | NC               | NC               | NC           | NC           | 82,06m       | 8e                 |
| Décathlon         | Aliaksandr Parkhomenka | NC       | NC     | NC               | NC               | NC           | NC           | 7838 PTS     | 17e                |
| Décathlon         | Mikalai Shubianok      | NC       | NC     | NC               | NC               | NC           | NC           | 7906 PTS     | 16e                |
| Décathlon         | Andrei Krauchanka      | NC       | NC     | NC               | NC               | NC           | NC           | 8551 PTS     | Médaille d'argent  |

#### Femmes
| Épreuve               | Athlète                       | Séries       | Séries | Quarts de finale | Quarts de finale | Demi-finales | Demi-finales | Finale       | Finale |
| Épreuve               | Athlète                       | Résultat     | Rang   | Résultat         | Rang             | Résultat     | Rang         | Résultat     | Rang   |
| --------------------- | ----------------------------- | ------------ | ------ | ---------------- | ---------------- | ------------ | ------------ | ------------ | ------ |
| 100 mètres            | Yuliya Nesterenko             | 11.40        | 2e Q   | 11.14            | 4e Q             | 11.26        | 5e           | -            | -      |
| 800 mètres            | Svetlana Usovich              | 2 min 00.42  | 4e Q   | NC               | NC               | 2 min 02.79  | 8e           | -            | -      |
| 5 000 mètres          | Volha Kraustova               | 15 min 21.85 | 9e     | -                | -                | -            | -            | -            | -      |
| 100 mètres haies      | Katsiaryna Paplauskaya        | 13.39        | 7e     | -                | -                | -            | -            | -            | -      |
| Relais 4 × 100 mètres | Yulia Nestsiarenka            | 43.69        | 6e     | -                | -                | -            | -            | -            | -      |
| Relais 4 × 100 mètres | Aksana Drahun                 | 43.69        | 6e     | -                | -                | -            | -            | -            | -      |
| Relais 4 × 100 mètres | Nastassia Shuliak             | 43.69        | 6e     | -                | -                | -            | -            | -            | -      |
| Relais 4 × 100 mètres | Hanna Bahdanovich             | 43.69        | 6e     | -                | -                | -            | -            | -            | -      |
| Relais 4 × 400 mètres | Anna Kozak                    | 3 min 22.78  | 3e Q   | NC               | NC               | NC           | NC           | DSQ          | /      |
| Relais 4 × 400 mètres | Iryna Khliustava              | 3 min 22.78  | 3e Q   | NC               | NC               | NC           | NC           | DSQ          | /      |
| Relais 4 × 400 mètres | Ilona Vusovich                | 3 min 22.78  | 3e Q   | NC               | NC               | NC           | NC           | DSQ          | /      |
| Relais 4 × 400 mètres | Sviatlana Vusovich            | 3 min 22.78  | 3e Q   | NC               | NC               | NC           | NC           | DSQ          | /      |
| 20 km marche          | Elena Ginko                   | NC           | NC     | NC               | NC               | NC           | NC           | DSQ          | /      |
| 20 km marche          | Sniazhana Yurchanka           | NC           | NC     | NC               | NC               | NC           | NC           | 1h 35 min 33 | 32e    |
| 20 km marche          | Ryta Turava                   | NC           | NC     | NC               | NC               | NC           | NC           | 1h 28 min 26 | 10e    |
| Saut en longueur      | Iryna Charnushenka-Stasiuk    | 6,48m        | 9e     | -                | -                | -            | -            | -            | -      |
| Saut en longueur      | Volha Sergeenka               | 6,25m        | 17e    | -                | -                | -            | -            | -            | -      |
| Triple saut           | Kseniya Pryiemka              | 13,08m       | 17e    | -                | -                | -            | -            | -            | -      |
| Lancer du poids       | Yanina Karolchyk-Pravalinskay | 17,79m       | 11e    | -                | -                | -            | -            | -            | -      |
| Lancer du poids       | Nadzeya Astapchuk             | 19,08m       | 2e Q   | NC               | NC               | NC           | NC           | DSQ          | /      |
| Lancer du disque      | Hanna Mazgunova               | 56,77m       | 13e    | -                | -                | -            | -            | -            | -      |
| Lancer du disque      | Elina Zverava                 | 60,28m       | 7e Q   | NC               | NC               | NC           | NC           | 60,82m       | 5e     |
| Lancer du disque      | Iryna Yatchanka               | 62,26m       | 2e Q   | NC               | NC               | NC           | NC           | 59,27m       | 10e    |
| Lancer du marteau     | Maryia Smaliachkova           | 69,22m       | 7e     | -                | -                | -            | -            | -            | -      |
| Lancer du marteau     | Aksana Miankova               | 69,77m       | 6e Q   | NC               | NC               | NC           | NC           | DSQ          | /      |
| Lancer du marteau     | Darya Pchelnik                | 71,30m       | 5e Q   | NC               | NC               | NC           | NC           | DSQ          | /      |
| Lancer du javelot     | Maryna Novik                  | 56,10m       | 16e    | -                | -                | -            | -            | -            | -      |
| Lancer du javelot     | Natallia Shymchuk             | 57,11m       | 13e    | -                | -                | -            | -            | -            | -      |
| Heptathlon            | Yana Maksimava                | NC           | NC     | NC               | NC               | NC           | NC           | 4806pts      | 34e    |

### Aviron
| Hommes - 2 de couple : - Dzianis Mihal et Stanislau Shcharbachenia - 4 de pointe : - Andrei Dzemyanenka, Vadzim Lialin, Yauheni Nosau et Aliaksandr Kazubouski - 4 de couple : - Kiryl Lemiashkevich, Aliaksandr Novikau, Pavel Shurmei et Valery Radzevich | Femmes - 1 de couple : - Ekaterina Karsten, médaillée de bronze - 2 de pointe : - Yuliya Bichyk et Natallia Helakh, médaillées de bronze |

| Athlète(s)                                                           | Compétition         | Série         | Série | Quart de finale | Quart de finale | Demi-finale   | Demi-finale | Finale                 | Finale |
| Athlète(s)                                                           | Compétition         | Temps         | Rang  | Temps           | Rang            | Temps         | Rang        | Temps                  | Rang   |
| -------------------------------------------------------------------- | ------------------- | ------------- | ----- | --------------- | --------------- | ------------- | ----------- | ---------------------- | ------ |
| Kiryl LemiashkevichAliaksandr Novikau Pavel Shurmei Valery Radzevich | Quatre de couple    | 5 min 43 s 73 | 3e    | NC              | NC              | 6 min 06 s 80 | 6e          | -                      | -      |
| Andrei Dzemyanenka Vadzim Lialin Yauheni Nosau Aliaksandr Kazubouski | Quatre sans barreur | 6 min 09 s 63 | 5e    | 6 min 00 s 44   | 3e              | 6 min 02 s 79 | 5e          | Finale B 6 min 12 s 54 | 6e     |
| Dzianis Mihal                                                        | Deux de couple      | 6 min 27 s 18 | 2e    | NC              | NC              | 6 min 32 s 76 | 6e          | Finale B 6 min 34 s 39 | 1er    |
| Stanislau Shcharbachenia                                             | Deux de couple      | 6 min 27 s 18 | 2e    | NC              | NC              | 6 min 32 s 76 | 6e          | Finale B 6 min 34 s 39 | 1er    |

### Badminton
Femmes
- Simple :
  - Olga Konon

### Basket-Ball
Femmes
- Alena Lewtchanka
- Tatyana Troina
- Katsiaryna Snytsina
- Anastasiya Verameyenka
- Natallia Martchanka
- Olga Masilionene
- Volha Padabed
- Nataliya Trafimava
- Marina Kress
- Viktoryia Hasper
- Tat'yana Likhtarovitch
- Natallia Anufryienka

### Boxe
Hommes
- Poids coq (54 kg) :
  - Khavazhy Khatsihau
- Poids mi-moyen (69 kg) :
  - Mahamed Nurudzinau
- Poids mi-lourd (81 kg) :
  - Ramazan Magamedau

| Athlète            | Catégorie               | 16e de finale               | 8e de finale        | Quart de finale     | Demi-finale         | Finale              |
| Athlète            | Catégorie               | Adversaire Résultat         | Adversaire Résultat | Adversaire Résultat | Adversaire Résultat | Adversaire Résultat |
| ------------------ | ----------------------- | --------------------------- | ------------------- | ------------------- | ------------------- | ------------------- |
| Khavazhi Khatsygov | Poids coqs (-54Kg)      | Gojan Défaite 1-1+          | -                   | -                   | -                   | -                   |
| Magomed Nurutdinov | Poids welters (-69Kg)   | Jackson Défaite 2-4         | -                   | -                   | -                   | -                   |
| Ramazan Magomedov  | Poids mi-lourds (-81Kg) | Abdelghaffar Défaite 10-10+ | -                   | -                   | -                   | -                   |
| Viktar Zuyev       | Poids lourds (-91Kg)    | NC                          | Russo Défaite 1-7   | -                   | -                   | -                   |

### Canoë-Kayak en eaux calmes
| Hommes - 500 m K2 (kayak biplace) : - Raman Piatrushenka et Vadzim Makhneu, médaillés de bronze - 1 000 m K4 (kayak à 4) : - Raman Piatrushenka, Aliaksei Abalmasau, Artur Litvinchuk et Vadzim Makhneu, médaillés d'or - 1 000 m C1 (canoë monoplace) : - Aliaksandr Zhukovski - 500 m C1 (canoë monoplace) : - Aliaksandr Zhukovski - 1 000 m C2 (canoë biplace) : - Andrei Bahdanovich et Aliaksandr Bahdanovich, médaillés d'or - 500 m C2 (canoë biplace) : - Andrei Bahdanovich et Aliaksandr Bahdanovich | Femmes - 500 m K1 (kayak monoplace) : - Tatsiana Fedarovich |

| Athlète                | Compétition | Éliminatoires  | Éliminatoires | Demi-finales   | Demi-finales | Finale A       | Finale A           |
| Athlète                | Compétition | Temps          | Rang          | Temps          | Rang         | Temps          | Rang               |
| ---------------------- | ----------- | -------------- | ------------- | -------------- | ------------ | -------------- | ------------------ |
| Raman Piatrushenka     | K2 500m     | 1 min 28 s 661 | 1er           | NC             | NC           | 1 min 30 s 005 | Médaille de bronze |
| Vadzim Makhneu         | K2 500m     | 1 min 28 s 661 | 1er           | NC             | NC           | 1 min 30 s 005 | Médaille de bronze |
| Raman Piatrushenka     | K4 1000m    | 2 min 58 s 825 | 3e            | NC             | NC           | 2 min 55 s 714 | Médaille d'or      |
| Aliaksei Abalmasau     | K4 1000m    | 2 min 58 s 825 | 3e            | NC             | NC           | 2 min 55 s 714 | Médaille d'or      |
| Artur Litvinchuk       | K4 1000m    | 2 min 58 s 825 | 3e            | NC             | NC           | 2 min 55 s 714 | Médaille d'or      |
| Vadzim Makhneu         | K4 1000m    | 2 min 58 s 825 | 3e            | NC             | NC           | 2 min 55 s 714 | Médaille d'or      |
| Aliaksandr Zhukovski   | C1 500m     | 1 min 48 s 669 | 1er           | NC             | NC           | 1 min 49 s 092 | 5e                 |
| Aliaksandr Zhukovski   | C1 1000m    | 4 min 01 s 380 | 4e            | 3 min 58 s 851 | 3e           | 3 min 55 s 645 | 5e                 |
| Andrei Bahdanovich     | C2 500m     | 1 min 41 s 767 | 2e            | NC             | NC           | 1 min 41 s 996 | 4e                 |
| Aliaksandr Bahdanovich | C2 500m     | 1 min 41 s 767 | 2e            | NC             | NC           | 1 min 41 s 996 | 4e                 |
| Andrei Bahdanovich     | C2 1000m    | 3 min 40 s 369 | 1er           | NC             | NC           | 3 min 36 s 365 | Médaille d'or      |
| Aliaksandr Bahdanovich | C2 1000m    | 3 min 40 s 369 | 1er           | NC             | NC           | 3 min 36 s 365 | Médaille d'or      |

### Cyclisme

#### Route
Hommes
- Contre la montre individuelle :
  - Vasil Kiryienka
- Course sur route :
  - Kanstantsin Siutsou
  - Aliaksandr Kuschynski
  - Alexandre Usov

| Athlète               | Compétition      | Temps         | Rang |
| --------------------- | ---------------- | ------------- | ---- |
| Kanstantsin Siutsou   | Course en ligne  | 6 h 26 min 17 | 32e  |
| Aliaksandr Kuschynski | Course en ligne  | 6 h 39 min 42 | 72e  |
| Alexandre Usov        | Course en ligne  | 6 h 49 min 59 | 82e  |
| Vasil Kiryienka       | Contre-la-montre | 1 h 06 min 12 | 20e  |

| Athlète         | Compétition       | Points | Rang |
| --------------- | ----------------- | ------ | ---- |
| Vasil Kiryienka | Course aux points | 34     | 5e   |

#### Piste
| Hommes - Course aux points : - Vasil Kiryienka | Femmes - Vitesse individuelle : - Natallia Tsylinskaya |

### Équitation
- Dressage individuel :
  - Iryna Lis
- Concours complet individuel :
  - Viachaslau Poita
  - Alena Tseliapushkina

### Escrime
Hommes
- Sabre individuel :
  - Aliaksandr Buikevich
  - Valery Pryiemka
  - Dmitri Lapkes
- Sabre par équipes :
  - Alexei Romanovitch, Aliaksandr Buikevich, Valery Pryiemka et Dmitri Lapkes

### Gymnastique

#### Artistique
| Hommes - Saut de cheval : - Dmitry Kasperovich - Multiple individuel : - Dmitry Savitsky - Qualifications par équipes : - Aleksei Ignatovich, Igor Kozlov, Denis Savenkov, Aleksandr Tsarevich, Dmitry Savitsky et Dmitry Kasperovich | Femmes - Qualifications individuelles : - Anastasia Marachkouskaya |

#### Rythmique
- Concours général individuel :
  - Inna Zhukova, médaillée d'or
  - Lyubov Cherkashina
- Concours général d'ensemble :
  - Olesya Babushkina, Anastasia Ivankova, Ksenia Sankovich, Zinaida Lunina, Glafira Martinovich et Alina Tumilovich, médaillées de bronze

#### Trampoline
| Femmes - - Tatsiana Piatrenia | Hommes - - Mikalai Kazak |

### Haltérophilie
| Hommes - 56 kg : - Vitali Dzerbianiou - 62 kg : - Henadzi Makhveyenia - 77 kg : - Siarhei Lahun - 85 kg : - Andrei Rybakou, médaillé d'argent - Vadzim Straltsou - 105 kg : - Andrei Aramnau, médaillé d'or | Femmes - 53 kg : - Nastassia Novikava, médaillée d'argent - 69 kg : - Hanna Batsiushka - 75 kg : - Iryna Kulesha - Yuliya Novakovich |

### Judo
Hommes
- 73 kg :
  - Konstantin Semenov
- 81 kg :
  - Sergei Shundikov
- 90 kg :
  - Andrei Kazusenok
- + 100 kg :
  - Yury Rybak

### Lutte

#### Libre
| Hommes - 55 kg : - Rizvan Gadzhiev - 66 kg : - Albert Batyrov - 74 kg : - Murad Haydarau, médaillé de bronze | Femmes - 55 kg : - Alena Filipava - 63 kg : - Volha Khilko |

#### Gréco-romaine
Hommes
- 60 kg :
  - Yury Dubinin
- 66 kg :
  - Mikhail Siamionau, médaillé de bronze
- 74 kg :
  - Aleh Mikhalovich
- 120 kg :
  - Siarhei Artsiukhin

### Pentathlon moderne
| Hommes - - Dzmitry Meliakh - Yahor Lapo | Femmes - - Anastasia Samusevich, médaillée d'or - Hanna Arkhipenka |

### Sports aquatiques

#### Natation
| Hommes - 50 m nage libre : - Andrei Radzionau - 100 m nage libre : - Stanislav Neverorvky - 100 m papillon : - Evgeny Lazuka - 100 m brasse : - Viktar Vabishchevich - 100 m dos : - Pavel Sankovich - Relais 4 × 100 m 4 nages : - Pavel Sankovich, Viktar Vabishchevich, Evgeny Lazuka et Stanislav Neverorvky | Femmes - 50 m nage libre : - Svetlana Khokhlova - Aleksandra Gerasimenya - 100 m nage libre : - Aleksandra Gerasimenya - 100 m brasse : - Inna Kapishina - 200 m brasse : - Inna Kapishina - 100 m dos : - Svetlana Khokhlova - Relais 4 × 100 m nage libre : - Maryia Prasviruna, Aleksandra Gerasimenya, Yuliya Kxitraya et Svetlana Khokhlova |

#### Natation synchronisée
- Duo :
  - Katsiaryna Kulpo et Nastassia Parfenava

#### Plongeon
| Hommes - Tremplin à 3 m : - Sergei Kuchmasov - Haut-vol 10 m : - Vadim Kaptur - Aliaksandr Varlamau | Femmes - Tremplin à 3 m : - Darya Romenskaya |

### Tennis
| Hommes - Simples : - Max Mirnyi | Femmes - Simples : - Olga Govortsova - Victoria Azarenka - Doubles : - Olga Govortsova et Darya Kustova - Victoria Azarenka et Tatiana Poutchek |

### Tennis de table
| Hommes - Simples : - Vladimir Samsonov | Femmes - Simples : - Tatyana Kostromina - Veronika Pavlovich |

### Tir
| Hommes - 10 m rifle à air : - Vitali Bubnovich - 50 m rifle couché : - Sergei Martynov - Petr Litvinchuk - 50 m rifle 3 positions : - Vitali Bubnovich - Sergei Martynov - 50 m pistolet : - Kanstantin Lukashyk - Yury Dauhapolau - 10 m pistolet à air : - Kanstantin Lukashyk - Yury Dauhapolau - Skeet : - Andrei Gerachtchenko | Femmes - 10 m pistolet à air : - Zhanna Shapialevich - Viktoria Chaika - 20 m pistolet : - Zhanna Shapialevich - Viktoria Chaika |

### Tir à l'arc
| Hommes - Epreuve individuelle : - Maksim Kunda | Femmes - Epreuve individuelle : - Katsiaryna Muliuk |

### Voile
| Hommes - 470 : - Sergei Desukevich et Pavel Logunov - RS:X : - Mikalai Zhukavets | Femmes - Laser radial : - Tatiana Drozdovskaya |